# Adalbert Fluck von Raggamb
Adalbert Fluck von Raggamb, avstrijski plemič in general, * 4. januar 1858, † ?.

## Življenjepis
1. maja 1881 je pričel vojaško službo kot poročnik v 6. huzarskem polku. Čez pet let (1. maja 1886) je bil povišan v nadporočnika in v letih 1889–1892 je bil poveljnik pionirskega voda v sestavi polka. 1. novembra 1892 je bil povišan v čin Rittmeistra 2. razreda, leta 1895 v čin Rittmeistra 1. razreda in 1. novembra 1905 v majorja. Leta 1911 je bil s činom podpolkovnika imenovan za poveljnika 8. huzarskega polka; v čin polkovnika je bil povišan 17. novembra 1912. S polkom, ki je bi v sestavi 4. konjeniške brigade 10. konjeniške divizije 4. korpusa, se je udeležil bojev proti Rusom, v katerih je doživel tako velike izgube, da so ga leta 1915 razpustili; ostanke tega in drugih uničenih konjeniških polkov so nato združili v nov 9. konjeniško-strelski polk (Kavallerieschützen-Regiment Nr. 9). 1. maja 1916 je bil povišan v generalmajorja in isto leto je postal poveljnik 8. konjeniške divizije, ki je bila sestavljena iz 13. (poveljstvo katere je prevzel sam) in 15. konjeniške brigade in bila v sestavi 3. konjeniškega korpusa 7. armade. Upokojen je bil 1. januarja 1919.

## Napredovanja
- poročnik: 1. maj 1881
- nadporočnik: 1. maj 1886
- Rittmeister 2. razreda: 1. november 1892
- Rittmeister 1. razreda: 1895
- major: 1. november 1905
- podpolkovnik: 1911
- polkovnik: 17. november 1912
- generalmajor: 1. maj 1916